# Twaalf Monogrammenei
Het Twaalf Monogrammenei (Russisch: Двенадцать монограмм) is een van de tweeënvijftig paaseieren die de beroemde juwelier Peter Carl Fabergé maakte in opdracht van de Russische tsaren.

## Omschrijving van het ei
Het ei is gemaakt van goud en door diamanten ribben in zes stukken verdeeld. Een horizontale band van diamanten, daar waar de twee helften van het ei bij elkaar komen, verdeelt het geheel uiteindelijk in twaalf panelen. Ieder paneel bevat de door middel van diamanten weergegeven gekroonde monogrammen van Alexander III (AIII) en Maria Fjodorovna (MF) in cyrillische tekens (AIII & МФ). De monogrammen worden omringd door sierlijk gekrulde bladeren van rood goud. De ruimte tussen de krullen is verdiept en vervolgens opgevuld met een diep blauw email. Aan de bovenkant van het ei zit een grote diamant met daaronder wederom het monogram van Maria Fjodorovna. Aan de onderzijde eenzelfde diamant met daaronder het jaartal 1895.

## De surprise
De surprise van dit ei is vermist. Evenmin is bekend waaruit deze bestaan kan hebben. Het zal echter zeer waarschijnlijk een verwijzing naar de het jaar daarvoor (1894) overleden tsaar Alexander III zijn geweest.